# Roccasecca dei Volsci
Roccasecca dei Volsci é uma comuna italiana da região do Lácio, província de Latina, com cerca de 1.194 habitantes. Estende-se por uma área de 23 km², tendo uma densidade populacional de 52 hab/km². Faz fronteira com Amaseno (FR), Priverno, Prossedi, Sonnino.

## Demografia
| Variação demográfica do município entre 1861 e 2011                               |
|                                                                                   |
| Fonte: Istituto Nazionale di Statistica (ISTAT) - Elaboração gráfica da Wikipedia |